# Duna-tengerjáró hajók
A Duna-tengerjáró hajók olyan teherhajók, melyeket arra terveztek és használtak, hogy teherárut szállítsanak a csepeli szabadkikötő és a Fekete-tenger valamint a Földközi-tenger kikötői között. Ezzel részben pótolták azt a hiányt, ami a trianoni békeszerződés következtében Magyarországot érte a fiumei tengeri kikötő elvesztésével. A Duna-tengerjárók magyar tervezésű, gyártású és üzemeltetésű hajók voltak és a konténeres szállítás elterjedéséig sikeresen versenyeztek a vasúti és közúti szállítással és külföldi kikötőkben az áru átrakásával. Ezek a hajók kellően sekély merülésűek, hagy alacsony vízállás mellett is hajózni tudjanak a Dunán, eléggé alacsony felépítménnyel készülnek, hogy magas vízállás mellett is átférjenek a hidak alatt, elég erős motorral épülnek, hogy a helyenként erős sodrású szakaszokon is haladhassanak árral szemben és kellően tengerállóaknak építik.

## Története
1914-ben Magyarország több mint 500 kereskedelmi hajóval rendelkezett, aminek többsége a békeszerződés rendelkezései következtében az utódállamokra szállt. Fiume elvesztésével Magyarországnak nem maradt tengeri kikötője. A tengerhajózás az első világháború után ugyan korlátozott méretekben újraindult, de a számba jöhető idegen kikötők bérleti díja olyan magas volt, hogy új megoldást kellett találni. Ismert volt a korábbi évekből a Rajna-tenger hajózás gyakorlata, de Budapest a tengertől 1647 km-re fekszik, ami a Rajna távolságait jelentősen meghaladta. 1928-ban megvásároltak egy régi német átalakított aknaszedő hajót, a Liselotte motorost, mellyel sikeres próbákat folytattak az éppen ekkor megnyitott csepeli kőolaj és petróleum kikötője és a Fekete-tenger között. Az első igazi teherszállító próbákat 1933-tól a Hollandiától bérelt Apollinaris III. nevű motoros hajóval bonyolították le Budapest és Alexandria között. Ez a kis hajó a háború előtt a Rajnán és a tengeren keresztül szállított ásványvizet Angliába. A sikeres próbák eredményeképpen az országgyűlés 500 000 pengő összeget szavazott meg az első hazai gyártású Duna-tengerjáró hajó építésére.

## A Budapest motoros

A Budapest motoros vázlata

Az első Duna-tengerjáró hajót 1934. augusztus 14-én bocsátották vízre a Ganz és Társa Rt. újpesti telepén és a Budapest nevet kapta. A hajót Scharbert Gyula tervezte, aki korábban már a Szent István csatahajó tervezésében is részt vett. A hajó a MFTR állományába került, első útjára 1934. október 6-án indult Isztambul, Jaffa, Bejrút és Alexandria célállomással.
A hajó műszaki adatai:
- Hossza: 56,52 m
- Szélessége: 8,5 m
- Oldalmagassága: 3,0 m
- Megengedett legnagyobb merülése
  - tengeren: 2,30 m
  - Dunán: 1,85 m
- Hordképessége
  - tengeren 2,3 m merülésnél: 475 tonna (DWT)
  - Dunán 1,85 m merülésnél: 300 tonna
- Főgép: 2 db Ganz-Jendrassik 180 LE dízelmotor
- Legnagyobb sebesség: 8,9 csomó

Az egység különböző társaságok tulajdonában 1962-ig hajózott, majd raktárhajóként szolgált 1988 évi szétbontásáig.

## További egységek
A Budapest először a Magyar Királyi Folyam- és Tengerhajózási Részvénytársaság (MFTR) állományába került, de két év múlva az újonnan alapított Magyar Királyi Duna-Tengerhajózási Részvénytársaság (DTRT) vette át, és újabb hajók építésébe fogtak tapasztalva az első hajó gazdasági sikerét. A további egységek is az újpesti hajógyárban készültek. 1936-ban vízre bocsátották a Szeged, 1937-ben a Tisza és végül 1939-ben a Kassa motorost is.
| A hajó neve                        | Hossz m | Szélesség m | Oldalmagasság m | Legnagyobb merülés m | Hordképesség DWT | Főgép dízelmotor                          | Legnagyobb sebesség csomó | Vízre bocsátás éve |
| ---------------------------------- | ------- | ----------- | --------------- | -------------------- | ---------------- | ----------------------------------------- | ------------------------- | --- |
| Budapest                           | 56,52   | 8,5         | 3,0             | 2,55                 | 475              | Ganz-Jendrassik 2x180 LE                  | 8,9                       | 1934 |
| Szeged                             | 59,13   | 8,50        | 3,70            | 2,55                 | 600              | Ganz-Jendrassik 2x180 LE                  | 9,2                       | 1936 |
| Tisza                              | 73,22   | 10,03       | 4,70            | 3,10                 | 1200             | Ganz VIII JhR 216/310 2x400 LE            | 10,5                      | 1937 |
| Kassa (Debrecen)                   | 77,30   | 9,86        | 4,70            | 3,10                 | 1300             | Ganz VIII JhR 216/310 2x400 LE            | 10,5                      | 1939 |
| Ungvár                             | 76,35   | 10,0        | 4,7             | 3,10                 | 1234             | Ganz VIII JhR 216/310 2x400 LE            | 10,5                      | 1941 |
| Kolozsvár (Ural)                   | 76,357  | 10,0        | 4,7             | 3,10                 | 1234             | Ganz VIII JhR 216/310 2x400 LE            | 10,25                     | 1941 |
| Komárom (Desna)                    | 76,35   | 10,0        | 4,7             | 3,10                 | 1234             | Ganz VIII JhR 216/310 2x400 LE            | 10,5                      | 1944-ben építik, bombatalálat következtében teljesen nem készül el, 1946-ban befejezik és vízre bocsátják, a Szovjetunió jóvátétel keretében elviszi                                           |
| Szolnok (Manych)                   | 76,31   | 10,0        | 4,7             | 3,10                 | 1234             | Ganz VIII JhR 216/310 2x400 LE            | 10,5                      | 1944-ben építik, tervezett neve ÚJVIDÉK, elvontatják Ausztriába, 1945 márciusában Bécs alatt elsüllyed, 1946-ban kiemelik majd Budapesten befejezik, a Szovjetunió jóvátétel keretében elviszi |
| Simeiz                             | 76,35   | 10,0        | 4,7             | 3,10                 | 1240             | Ganz VIII JhR 216/310 2x400 LE            | 10                        | 1946 |
| Koreiz                             | 76,31   | 10,0        | 4,7             | 3,10                 | 1234             | Ganz VIII JhR 216/310 2x400 LE            | 10,5                      | 1946 |
| Don                                | 76,35   | 10,0        | 4,7             | 3,10                 | 1240             | Ganz VIII JhR 216/310 2x400 LE            | 10                        | 1947 |
| Kalmius                            | 76,35   | 10,0        | 4,7             | 3,10                 | 1240             | Ganz VIII JhR 216/310 2x400 LE            | 10                        | 1947 |
| Massandra                          | 76,35   | 10,0        | 4,7             | 3,10                 | 1240             | Ganz VIII JhR 216/310 2x400 LE            | 10                        | 1947 |
| Hazám                              | 81,5    | 10,6        | 4,7             | 3,10                 | 1300             | 2 db Láng 8LD 315 RF dieselmotor 2x800 LE | 12                        | 1958 |
| Tokaj                              | 81,5    | 10,6        | 4,7             | 3,10                 | 1300             | 2 db Láng 8LD 315 RF dieselmotor 2x800 LE | 12                        | 1959 |
| Badacsony                          | 81,5    | 10,6        | 4,9             | 3,10                 | 1228             | 2 db Láng 8LD 315 RF dieselmotor 2x800 LE | 12                        | 1959 |
| Csepel                             | 81,5    | 10,6        | 4,9             | 3,10                 | 1224             | 2 db Láng 8LD 315 RF dieselmotor 2x800 LE | 12                        | 1960 |
| Tihany                             | 81,5    | 10,6        | 4,7             | 3,10                 | 1300             | 2 db Láng 8LD 315 RF dieselmotor 2x800 LE | 12                        | 1961 |
| Székesfehérvár (később Alba Regia) | 81,5    | 11,4        | 4,9             | 3,10                 | 1243             | LÁNG 8LD 315RF 2X800 LE                   | 12                        | 1964 |

## Sorsuk a háború alatt
Az első három hajó sikere után további egységek épültek a háborús évek alatt: 1939-ben a Tisza osztályú Kassa, majd 1941-ben testvérhajói az Ungvár és a Kolozsvár, 1944-ben pedig a Szolnok, és elkezdték építeni a Komáromot is. 1939-ben kitört a háború Németország és a szövetségesek között. Ekkor Magyarország még semleges országnak számított, ennek ellenére brit hadihajók a Budapestet és a Tiszát is Máltára kényszerítették és békés rakományukat elkobozták. 1940-től, Olaszország hadbalépésétől a magyar hajók a Fekete-tengerre szorultak. Amikor Németország megtámadta a Szovjetuniót, égetően szükségük lett tengeri szállító kapacitásra, mivel a levantei térségbe az erős gibraltári bázis miatt nem tudták eljuttatni saját hajóikat. Így a magyar kormány engedélyével bérbe vettek hat Duna-tengerjárót, melyekkel utánpótlást szállítottak a Dunán és a Fekete-tengeren át az Ukrajnában harcoló német Déli hadseregnek. Magyarország egyedül csak a Szeged motorost tartotta meg saját kereskedelme részére. A bérbe vett hajókat szürke álcázó színűre festették és légvédelmi tüzérséggel szerelték fel. A bérelt hajók többnyire repülőbombákat, repülőbenzint és tányéraknákat szállítottak, a tengeren általában konvojokban haladtak.
Az első veszteség az Ungvár volt, amely 1941. november 9-én Szevasztopolba igyekezve aknára futott, majd rakományával együtt felrobbant. A Kolozsvárt 1943. január 22-én Szulinánál találta el egy szovjet repülőgépről indított légitorpedó. A kiégett roncsot később Budapestre vontatták, de csak a háború után újították fel szovjet jóvátételre Uralra átnevezve. A Szolnok, miután 1944-ben Ausztriába vontatták a közeledő front elől, 1945 márciusában süllyedt el. Az épülő Komárom 1944. szeptember 18-án bombatámadás során megsérült a hajógyár területén. Ez is a Szolnokkal együtt kijavítás után szovjet jóvátételre került.

## A háború után
A háborús károk kijavítása mellett több folyam-tengerjáró hajó épült a Szovjetunió számára a jóvátétel kereteiben.
Egy új hajóosztály első példánya és névadója, a Hazám 1958-ban az újpesti Gheorgiu Dej Hajógyárban épült, 1964-1970 között a Mahart Magyar Hajózási Rt. tulajdonában hajózott szétbontásáig. Az osztály többi hajói: A Tokaj (1959), Badacsony (1959), Csepel (1960), Tihany (1961), Szeged (1962), Borsod (1962) és a Dunaújváros (1963). Ezek a hajók megnövelt méretekkel, 800 LE-s Láng dízelmotorokkal és kettős fenékkel készültek. Olyan jól sikerült típus volt, hogy Csehszlovákia is rendelt belőlük kettőt, melyek Pozsonyig hajóztak. Gazdasági megfontolásból 1969-től a Mahart 11 Duna-tengerjárója csak tengeren közlekedett, az árut az Al-Dunán rakodták át bárkákba, melyek a Dunán rendeltetési helyükre szállították. Az utolsó Duna-tengerjáró 1965-ben készült el. Ez az 1243 tonna hordképességű Cegléd volt. A meglévő hajókat fokozatosan külföldi társaságoknak adták el, és az 1980-as évekre pályafutásukat befejezték.